# 김종훈 (정치인)
김종훈(金鍾勳, 1964년 7월 3일~)은 대한민국의 정치인으로, 민선 8기 울산 동구청장이다. 제3대 울산광역시의원과 제6대 울산 동구청장(민선 5기), 제20대 국회의원을 역임하였다.

## 생애
1964년 7월 23일 경상북도 경주시에서 태어났으며 경주에서 초,중,고등학교를 졸업하였다.2000년 민주노동당이 창당되자 창당발기인 자격으로  민주노동당에 입당했으며 제3회 전국동시지방선거에 민주노동당 소속으로 울산광역시의원에 출마해 1위로 당선되었다.
2006년 제5회 전국동시지방선거에 민주노동당 소속으로 울산광역시 동구청장 선거에 출마하였으나 무소속 정천석 후보에 밀려 낙선하였다. 
2010년 제5회 전국동시지방선거에 민주노동당 소속으로 울산광역시 동구청장 선거에 출마하였으나 현역 구청장인 한나라당 정천석 후보에 밀려 근소한 표차이로 낙선하였다. 
2011년 2011년 대한민국 재보궐선거에 민주노동당 소속으로 울산광역시 동구청장 선거에 출마해 한나라당 임명숙 후보를 누르고 당선되었다.
2014년 제6회 전국동시지방선거에 통합진보당 소속으로 울산광역시 동구청장 선거에 출마하였으나 새누리당 권명호 후보에 밀려 낙선하였다. 
2016년 제20대 국회의원 선거에 무소속으로 출마하여 현역의원인 새누리당 안효대 후보를 누르고 당선되었다. 국회의원 당선 이후 새민중정당이 창당되자 새민중정당에 입당하였다.
2020년에 치러진 제21대 국회의원 선거에서 울산 동구에 출마했으나 낙선했다
2022년 제8회 전국동시지방선거에 진보당 소속으로 울산광역시 동구청장 선거에 출마하여 당선되었다.

## 학력
- 경주국민학교 졸업
- 문화중학교 졸업
- 문화고등학교 졸업
- 울산대학교 국어국문학 학사 졸업

## 경력
- 2002년 6월 13일: 제3회 전국동시지방선거 당선(민선 3기, 울산 동구 제3선거구, 민주노동당, 초선)
- 2002.07~2006.03 제3대 울산광역시의회 의원(민선 3기, 울산 동구 제3선거구, 민주노동당, 초선)
  - 제3대 울산광역시의회 운영위원회 부위원장
  - 제3대 울산광역시의회 운영위원회 산업건설위원회 위원
- 우리겨레하나되기 울산운동본부 남북교류협력본부 본부장
- 환경운동 국민연합 이사
- 울산광역시 동구 도시계획위원회 위원
- 지방분권운동 울산본부 집행위원장
- 민족예술인총연합 울산지부 감사
- 울산광역시 건축심의위원회 위원
- 친환경무상급식 추진공동본부 본부장
- 민주노동당 울산광역시당 부위원장
- 민주노동당 울산광역시당 자주통일위원회 위원장
- 민주노동당 울산광역시당 공직자협의회 회장
- 2011년 4월 27일: 2011년 상반기 재보궐선거(민선 5기, 울산광역시 동구청장, 민주노동당, 초선)
- 2011.04~2014.06 제6대 울산광역시 동구청장(민선 5기, 민주노동당→통합진보당, 초선)
- 2016년 4월 13일: 대한민국 제20대 국회의원 선거 당선(울산 동구, 무소속, 초선)
- 2016.05~2020.05 제20대 국회의원(울산 동구, 무소속→새민중정당→민중당, 초선)
  - 2016.06~2017.07 제20대 국회 전반기 산업통상자원위원회 위원
  - 2016.06~2018.05 제20대 국회 전반기 윤리특별위원회 위원
  - 2017.07~2018.05 제20대 국회 전반기 산업통상자원중소벤처기업위원회 위원
  - 2017.12~2018.05 제20대 국회 청년미래특별위원회 위원
  - 2018.07~2020.05 제20대 국회 후반기 과학기술정보방송통신위원회 위원
  - 2018.07~2019.05 제20대 국회 후반기 예산결산특별위원회 위원
- 2017.09~2017.10 새민중정당 대표
- 2017.10~2018.08 민중당 상임공동대표
- 2018.08~2020.06 민중당 울산광역시당 위원장
- 2020.06~ 진보당 울산광역시당 동구 지역위원회 위원장
- 2022년 6월 1일: 제8회 전국동시지방선거 당선(민선 8기, 울산광역시 동구청장, 진보당, 재선)
- 2022.07~ 제9대 울산광역시 동구청장(민선 8기, 진보당, 재선)

## 전과
- 특수공무집행방해, 집회및시위에관한법률위반: 징역 1년 6월, 집행유예 3년 - 1990년 1월 18일 선고[1]
- 특수공무집행방해, 범인도피: 벌금 5,000,000원 - 2003년 11월 28일 선고[1]
- 도로교통법위반(음주운전): 벌금 1,000,000원 - 2008년 3월 13일 선고[1]

## 역대 선거 결과
|  | 38.81% |

|  | 24.83% |

|  | 48.66% |

|  | 47.30% |

|  | 40.44% |

|  | 58.88% |

|  | 33.88% |

|  | 54.83% |

## 소속 정당
| 소속 정당 | 소속 정당      | 소속 기간 | 비고           |
| --------- | -------------- | --------- | -------------- |
|           | 건설국민승리21 | 1997~1999 | 창당 정계 입문 |
|           | 무소속         | 1999~2000 | 정당 해산      |
|           | 민주노동당     | 2000~2011 | 창당           |
|           | 통합진보당     | 2001~2014 | 합당           |
|           | 무소속         | 2014~2016 | 정당 해산      |
|           | 민중의꿈       | 2016~2017 | 창당준비위원회 |
|           | 새민중정당     | 2017      | 창당           |
|           | 민중당         | 2017~2020 | 합당           |
|           | 진보당         | 2020~현재 | 당명 변경      |

## 같이 보기
- 동구 (울산 선거구)
- 울산 동구의 국회의원
- 울산 동구청장